# Eastern Polytechnic
Die Eastern Polytechnic ist eine von drei tertiären Bildungseinrichtungen in Sierra Leone. Sie ging 2001 aus dem Bunumbu Teachers College und dem Government Technical Institute hervor. Als Polytechnic übernimmt sie ähnliche Aufgaben wie eine Fachhochschule in Deutschland.

## Geschichte
Die Eastern Polytechnic ging aus den beiden eigenständigen Colleges für Lehrerausbildung (Bunumbu Teachers College), gegründet 1924 als Bildungseinrichtung der Methodistischen Mission und dem Technischen Regierungsinstitut (gegründet 1957) hervor.
Die beiden Einrichtungen dienten vor allem der Ausbildung von Lehrern und von Technikern. Die heutige Eastern Polytechnic hat diese Aufgaben übernommen und bildet zudem noch Mechaniker und andere Berufsgruppen aus.

## Leitung
Die Fachhochschule wird von einem Rektor mit Unterstützung eines Vize-Kanzlers und Verwaltungspersonals geleitet. Diesen steht theoretisch ein Rat mit einem Ratsvorsitzenden vor, der vom Bildungsministerium ernannt wird.

## Campus & Studentenleben
Die Eastern Polytechnic wurde als Multicampus-Einrichtung geschaffen. Auf den drei Campus in Kenema, Woama und Bunumbu wird unterrichtet. Der Bunumbu-Campus wurde zwischen 1999 und 2001 von den Rebellen während des Bürgerkrieges komplett zerstört. Derzeit werden alle 1.500 Studenten (2007) in Kenema unterrichtet.
Als Einrichtungen stehen zur Verfügung:
- eine gute ausgestattete Bibliothek
- Internetzugang
- Kopierer
- Konferenzräume
- Computer
- Kantine
- Beratungsservices
- Sportclubs
- Studentenzeitschrift

## Fakultäten
- Bildung und Regionalentwicklung (Faculty of Education and Community Development Studies)
- Ingenieurwesen und Technologie (Faculty of Engineering / Technology)
- Grundlegende und Angewandte Wissenschaften (Faculty of Basic and Applied Sciences)
- Betriebswirtschaftslehre und Management (Faculty of Business and Management Studies)

## Abschlüsse
- Zertifikat (im Allgemeinen nach 1–2 Jahren; selten 3 Jahre)
- Diplom (nach 2–3 Jahren)
- Höheres Diplom (nach 3 Jahren)
- Bachelor (nach 4 Jahren)